# Sangre del Redentor (Giovanni Bellini)
La sangre del Redentor es una pintura de Giovanni Bellini. Ejecutada probablemente entre 1460 y 1465, se conserva en la National Gallery de Londres.

## Descripción
En esta pintura de su juventud, Bellini representa a Cristo después de la crucifixión, bajo la apariencia de Redentor. Pálido y demacrado, sostiene la cruz en pie con la corona de espinas mientras un ángel arrodillado recoge su sangre que fluye de la herida del costado, con un cáliz parecido a los usados para la misa, y de hecho se considera que la tabla fue originariamente la puerta de un sagrario, de ahí el tema. Los bajorrelieves de gusto clásico sobre el pretil detrás podrían tener un significado en relación con la obra o a su contexto pero no se han propuesto teorías al respecto. Las nubecillas blancas abajo detrás de Jesús eran originalmente nubes con angelotes (cabezas infantiles aladas), rojos serafines y querubines azules, pero estos fueron eliminados en alguna época posterior por motivos desconocidos.